# 里卡多·羅德里格斯 (摔跤運動員)
里卡多·羅德里格斯（西班牙語：Ricardo Rodriguez；1986年1月17日—），本名赫蘇斯·羅德里格斯（西班牙語：Jesús Rodríguez），是世界摔角娛樂（WWE）旗下職業摔角選手及司儀，並在世界摔角娛樂節目WWE SmackDown中亮相。 
在里卡多·羅德里格斯的摔角事業中，里卡多是羅伯·凡·達姆的個人專屬司儀，也曾是阿爾貝托·德·里奧的個人專屬司儀。